# Allmovie
allmovie, în trecut All Movie Guide, este un sit web ce aparține de All Media Guide (Rovi Corporation, fosta Macrovision). Conținuturile sale tratează subiecte de critică de film și istoria cinematografului. Allmovie oferă un sistem de notare și calificare a filmelor după valoarea lor artistică, istorică și alte astfel de criterii. Proiectul a fost dezvoltat începând din anul 1994, după modelul Allmusic (o a treia instanță a conceptului numindu-se Allgame, ce tratează jocurile video).

Logo-ul Rovi

Allrovi este o bază de date comercială lansată de către Rovi Corporation în 2011. Se compilează informații despre muzică și filme de la fostele servicii Allmovie și Allmusic.